# Alvin Rabushka
Alvin Rabushka (* 15. Mai 1940 in St. Louis) ist ein US-amerikanischer Ökonom und Politikwissenschaftler, der zurzeit an der Hoover Institution forscht. Er gilt neben Robert Ernest Hall als der Erfinder der Flat Tax.
Rabushka studierte zuerst Ostasienwissenschaften an der Washington University in St. Louis. 1962 machte er dort seinem Bachelor und ging dann nach Hongkong, um die chinesische Sprache zu erlernen. 1966 erhielt er an der Washington University seinen Master und 1968 seinen Ph.D. in Politikwissenschaft. Von 1968 bis 1976 lehrte er an der University of Rochester, seit 1976 forscht er an der Hoover Institution der Stanford University.
Rabushka arbeitet über die Besteuerung in den Vereinigten Staaten sowie die ökonomische Entwicklung der Pazifikanrainerstaaten, Israels und Länder Mittel- und Osteuropas, speziell Russlands.

## Werke
- Ethnic Politics in Malaysia. Dissertation [ca. 1968]
- Politics in Plural Societies. Merrill, Columbus, Ohio 1972; 2. Auflage, Pearson/Longman, New York 2008, ISBN 978-0-205-61761-6.
- A Theory of Racial Harmony. University of South Carolina Press, Columbia 1974
- mit Richard S. Sterne und James E. Phillips: The Urban Elderly Poor. Lexington Books, Lexington, Mass. 1974
- Hong Kong: A Study in Economic Freedom. University of Chicago, Chicago 1979, ISBN 0-918584-02-7.
- mit Bruce Jacobs: Old Folks at Home. Free Press, New York 1980, ISBN 0-02-925670-4.
- mit Pauline Ryan: The Tax Revolt. Hoover Institution, Stanford, California 1982, ISBN 0-8179-7701-5.
- mit Robert Ernest Hall: The Flat Tax. Hoover Institution, Stanford, California 1985, ISBN 0-8179-8222-1, 2. Ausgabe, 1995, ISBN 0-8179-9312-6 (Digitalisat)
- From Adam Smith to the Wealth of America. Transaction Books, New Brunswick 1985, ISBN 0-88738-029-8.
- New China. Pacific Research Institute for Public Policy, San Francisco 1987, ISBN 0-936488-15-8 und Westview Press, Boulder, Colorado 1987, ISBN 0-8133-0519-5.
- mit Michael S. Bernstam: Fixing Russia’s Banks: A Proposal for Growth. Hoover Institution Press, Stanford, California 1998, ISBN 0-8179-9572-2.
- Taxation in Colonial America. Princeton University Press, Princeton 2008, ISBN 978-0-691-13345-4.